# Pismo hieroglificzne
Pismo hieroglificzne – najstarsza i najdłużej funkcjonująca forma pisma egipskiego. Pierwotnie hieroglifów używano do zapisu wszelkich tekstów. Nośnikiem mogło być wszystko, na czym było możliwe utrwalenie pisma, m.in.: kamień, papirus, ostrakon (łupek skalny lub fragment potłuczonej skorupki z glinianego naczynia). Jednak wraz z rozwojem odmiany kursywy hieroglificznej – tzw. hieratyki – użycie pisma hieroglificznego ograniczyło się do zapisu tekstów religijnych i monumentalnych, które były utrwalane najczęściej w kamieniu. Znaki pisma hieroglificznego mają charakter „ikoniczny” (obrazkowy).
Najwcześniejsze znane zapisy pisma hieroglificznego pochodzą (najprawdopodobniej) z późnego Okresu Predynastycznego, ok. 3100–3000 r. p.n.e. Były to lapidarne zapisy w formie etykiet na kamiennych i glinianych obiektach. Najpóźniejsze znane inskrypcje pochodzą z 394 r. n.e. i wykuto je na ścianach świątyni na wyspie File. Tak więc pismo hieroglificzne było w użyciu przez prawie 3,5 tysiąca lat.
| sw | t · R4 | di | Q1 | D4 | A40 | nb | R11 | R11 | w | O49 | nb | U23 | b | N26 · O49 | D37 · f | O3 | F1 · H1 | V6 | S27 | n | D28 | n | nb · t | pr · Z1 | U7 · D21 | D21 · X1 | B1 |

| sw | t · R4 | di | Q1 | D4 | A40 | nb | R11 | R11 | w | O49 | nb | U23 | b | N26 · O49 | D37 · f | O3 | F1 · H1 | V6 | S27 | n | D28 | n | nb · t | pr · Z1 | U7 · D21 | D21 · X1 | B1 |

## Rodzaje hieroglifów i ich fonetyka
Zależnie od kontekstu, pismo opiera się na 3 rodzajach hieroglifów: znakach fonetycznych (fonogramy), ideograficznych oraz determinatywach (określniki). Fonogramy powstały dzięki procesowi zapożyczeń fonetycznych. W tym procesie hieroglify używane były do zapisywania takich słów lub ich części, z którymi wprawdzie nie były związane znaczeniowo, ale dzieliły z nimi tę samą strukturę spółgłoskową. Fonogramy te tworzą trzy naturalne kategorie:
- jednoliterowe – zestaw 26 znaków, gdzie każdy znak oznacza tylko jedną spółgłoskę;
- dwuliterowe – przestawiają pary spółgłosek, największa grupa fonemów;
- trzyliterowe – służą do zapisu grup trzech następujących po sobie spółgłosek, jest ich ok. 50.

Odpowiedni układ hieroglifów pozwala tworzyć domyślny lub precyzyjny układ zdania mówionego. W razie potrzeby (zwłaszcza przy zapisywaniu nazw obcojęzycznych) starożytni Egipcjanie używali czegoś w rodzaju alfabetu – grupy znaków jednospółgłoskowych, reprezentujących 26 dźwięków. Samogłoski nie były zapisywane, stąd właściwsza byłaby nazwa abdżad. Obecnie nie jest nam znany dokładny sposób wymowy hieroglifów, ponieważ jest to język wymarły. Jedynie przypuszczamy ich wartości fonetyczne, które ustalono w oparciu o język koptyjski, a także bazując na podaniach greckich i rzymskich.
Współczesny system zapisu fonetycznego dźwięków mowy staroegipskiej (transliteracja) oddaje jedynie szkielety staroegipskich słów. Trudno je przekazać werbalnie. Są w stanie „czystym”, praktycznie nie do wymówienia. Dlatego dla ułatwienia czytania tych dźwięków fonetycznych ustalono, że między spółgłoski wstawia się litery „e”, a spółgłoski 3 i c wymawia się jak polskie „a”. Inne spółgłoski, przypominające w wymowie nasze samogłoski z alfabetu łacińskiego: ỉ lub w czyta się odpowiednio – i oraz u.
Stąd zapis słowa dom:
- w l. pojedynczej translit.: pr – można czytać jako per,
- w l. podwójnej translit.: pr wy – można czytać jako peri lub perui,
- w l. mnogiej translit.: pr w – można czytać jako peru,

a słowo wychodzić (np. z domu) w translit. pr i – można czytać podobnie jak dom w l.mn., czyli peri (zobacz: Przykłady).
Należy jednak pamiętać, że powstałe w ten sposób wokalizacje są tworami sztucznymi, służącymi tylko naszej wygodzie i najprawdopodobniej nie mają żadnego związku ze starożytną wymową tychże słów. Dlatego stosuje się – tylko i wyłącznie – zapis transliteracyjny hieroglifów. Umownie przyjęto, że po staroegipsku czyta się jedynie nazwy własne (rzeczowniki w l.p.): imiona bogów i faraonów, nazwy miejscowości oraz nazwy geograficzne.

## Charakterystyka pisma
Charakter obrazkowy hieroglifów nie powinien prowadzić do błędnego wniosku, że jest to pismo prymitywne. Wręcz przeciwnie – jest to pismo bardzo złożone, kompletne i niezwykle rozbudowane. Pismo hieroglificzne jest w stanie przekazać nie tylko złożone treści, podobnie jak nasz alfabet, ale również dokładnie precyzować zdarzenia i opisywane czynności, chociaż w odmienny i właściwy sobie sposób. Pod względem struktury pismo hieroglificzne stanowi „mieszany” system zapisu. Jego części składowe pełnią rozmaite funkcje: jedne znaki komunikują o znaczeniu słów, inne zaś służą do wyrażania dźwięków mowy. System pisma nie był nigdy ograniczony liczbą znaków.
Pismo hieroglificzne jest rodzajem rebusu. Co innego widać na obrazkach, a co innego ma się na myśli. Na przykład słowo „kotara” można zapisać za pomocą dwóch hieroglifów: kot + ara. Dodatkowo na końcu wyrazu może znaleźć się tzw. określnik z uproszczonym wizerunkiem kotary – dokładnie informującym o znaczeniu pisanego słowa hieroglificznego.
Dokomponowanie nowych znaków często wiązało się z tym, że część znaków nie była w stanie oddać nowych określeń dotyczących np. uzbrojenia. Stąd w okresie Nowego Państwa pojawiły się nowe znaki, takie jak koń, rydwan czy nowy rodzaj miecza. Inne znaki, nieadekwatne, po prostu popadały w niepamięć. Wiele hieroglifów, nawet należących do kategorii podatnych na zmiany mody, zachowuje przez cały czas ich użytkowania mniej więcej jednolitą formę graficzną. Inne z kolei ulegały czasowo przeobrażeniom, by w końcu wrócić do pierwotnego kształtu. W okresie grecko-rzymskim nastąpiła istna „eksplozja twórcza” i liczba znaków urosła do ok. 3000. Świadomie mnożono ich liczbę z powodów religijnych i by stworzyć wrażenie tajemniczości. Łączna liczba wszystkich udokumentowanych znaków wynosi ok. 6000. Liczba ta jednak daje błędne wyobrażenie o rzeczywistym stanie rzeczy. Ogromna większość znaków była wykorzystywana jednorazowo bądź sporadycznie i tylko w specyficznych kontekstach. Zestaw standardowych symboli opierał się na ok. 700 znakach.

## Kaligrafia i transpozycja
Inskrypcja hieroglificzna może być komponowana w różnych układach i kierunkach. Może to być kompozycja w układzie pionowym – w kolumnach, albo poziomym – liniowo. Jednak zapis kolumnowy jest najstarszy. Znaki zapisywane były w ciągłych i nieprzerywanych sekwencjach. Brak jest specjalnych znaków przestankowych. Nie stosowano też żadnych odstępów w celu oddzielenia poszczególnych słów czy zdań. Standardowy pisano i czytano hieroglify od strony prawej do lewej oraz z góry na dół. Zapisywano także znaki z lewej do prawej. Kluczem do odczytywania właściwego kierunku czytania pisma są istoty ożywione (wizerunki bóstw, ludzie, zwierzęta, owady), a więc posiadające wyraźny przód i tył. Znaki te zwrócone są zawsze „frontem do” i „patrzą ku” początkowi napisu.

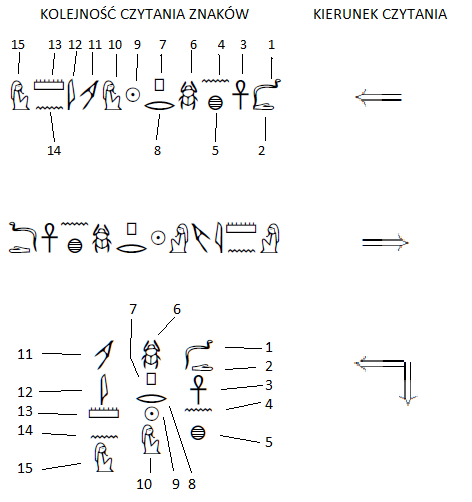
translit.: ḏd ˁnḫ ḫpr Rˁ, mry Imn Rˁ
tłum.: Zaprzysiężony i samoistnie zrodzony Re, Umiłowany Amon-Re.

Ze względów kaligraficznych znaki grupowano w kwadraty lub prostokąty. Taki ich układ ma stwarzać zrównoważoną kompozycję i minimalizować możliwość pojawienia się w tekście niepotrzebnych pustych przestrzeni szpecących harmonię. To znacząco wpłynęło także na wzajemne wymiary i proporcje poszczególnych znaków. Determinowało sam zapis słowa, tzn. decydowało, czy dane słowo ma być przedstawione w danym miejscu w formie w pełnej czy skrótowej. Często spotyka się przestawienia kolejności znaków składających się na dane słowo, by uzyskać lepszy, bardziej równomierny ich rozkład wewnątrz inskrypcji. Ten proceder, zwany „transpozycją graficzną”, urósł niemal do rangi zasady kompozycyjnej pewnych grup znaków, zwłaszcza tam, gdzie tuż obok niedużego i krępego lub wąskiego i wysokiego znaku pojawia się hieroglif w kształcie ptaka.
| Przykładowe formy skrótowe hieroglifów | Przykładowe formy skrótowe hieroglifów | Przykładowe formy skrótowe hieroglifów | Przykładowe formy skrótowe hieroglifów | Przykładowe formy skrótowe hieroglifów                      | Przykładowe formy skrótowe hieroglifów |
| Zapis skrótowy                         | Zapis pełny                            | Transliteracja                         | Fonetyka polska                        | Znaczenie zapisu                                            | Uwagi |
| -------------------------------------- | -------------------------------------- | -------------------------------------- | -------------------------------------- | ----------------------------------------------------------- | --- |
|                                        |                                        | rmṯ                                    | rmcz                                   | człowiek                                                    | |
|                                        |                                        | ˁnḫ wḏ3 snb                            | ench udże snb                          | Niech żyje! W dostatku i w zdrowiu!                         | dosł.: życie, dostatniość, zdrowie – formuła grzecznościowa wypisywana – w formie skrótowej – po każdorazowym wywołaniu imienia faraona (mogła być powtórzona w tekście nawet kilka razy); formuła pełniła funkcję, jak współczesny zwrot „Bądź pochwalony”. |
| Przykłady kaligrafii hieroglificznej   |                                        |                                        |                                        |                                                             | |
| ZAWSZE TAK                             | NIGDY NIE                              | Transliteracja                         | Fonetyka polska                        | Znaczenie zapisu                                            | Uwagi |
|                                        |                                        | rpˁ.ty smr wˁ.ty hs                    | rpe.tj smr ue.tj hs                    | Książę dziedziczny. Najlepszy przyjacielu. Bądź pochwalony! | Hieroglify zawsze grupowano w kwadraty lub prostokąty. |
|                                        |                                        | stn                                    | stn                                    | król                                                        | Bywa, że różne słowa mają tę samą transliterację lub fonetykę, a tym samym mają bardzo podobny zapis hieroglificzny. O znaczeniu słowa decyduje wtedy determinatyw (określający jego dokładne znacznie) lub wnioskuje się na podstawie kontekstu zdania.     |
|                                        |                                        | stn                                    | stn                                    | władca Górnego Egiptu                                       | Bywa, że różne słowa mają tę samą transliterację lub fonetykę, a tym samym mają bardzo podobny zapis hieroglificzny. O znaczeniu słowa decyduje wtedy determinatyw (określający jego dokładne znacznie) lub wnioskuje się na podstawie kontekstu zdania.     |
|                                        |                                        | s3.t                                   | se.t                                   | córka                                                       | |

## Przykłady
|                      |    |       |   |   |   |
| \| \| \| \| \| \| \| |    |       |   |   |   |
|                      |    |       |   |   |   |
| p · t                | wA | l · M | i | i | s |

| p · t | wA | l · M | i | i | s |

|                      |    |       |   |   |   |
| \| \| \| \| \| \| \| |    |       |   |   |   |
|                      |    |       |   |   |   |
| p · t                | wA | l · M | i | i | s |

| p · t | wA | l · M | i | i | s |

Logogramy w tym kartuszu transliteruje się jako:
| p t | o | l m | y (ii) s |

przyjmując, że ii jest rozpatrywana jako pojedyncza litera i transliterowana jako i lub j.

Inny sposób działania hieroglifów – fonetyczny, ilustrują dwa egipskie słowa transliterowane jako pr. Pierwsze znaczy dom i jego wartość hieroglificzną bezpośrednio reprezentuje:
| pr · Z1 |

| pr · Z1 |

Hieroglif domu występuje tutaj jako logogram: przedstawia on słowo z pojedynczym znakiem. Wskazuje to wyraźnie pionowa linia poniżej hieroglifu, która odkładnie określa, że chodzi o dom jako taki.
Słowo pr oznacza także czasownik wychodzić, opuszczać – w tym słowie hieroglif przedstawiający dom używany jest jako symbol fonetyczny:
| pr · r | D54 |

| pr · r | D54 |

Hieroglif domu oznacza spółgłoskę pr, a rysunek ust powyżej jest fonogramem czytanym jako r, wzmacniając fonetycznie końcówkę pr. Trzeci hieroglif jest determinatywem (ideogramem) dla czasowników czynnych dających czytającemu pogląd na znaczenie słowa. Transliteracja tego słowa – wychodzić – pr i.

Rzeczowniki w staroegipskim zapisywano zawsze wraz z ich rodzajem gramatycznym oraz liczbą.

Rodzaj gramatyczny – podobnie jak w j. polskim – może być żeński albo męski. Rodzaj męski nie wyróżnia się niczym szczególnym. Rodzaj żeński ma końcówkę:
| t |

| t |

| sn | n&A1 |

| sn | n&A1 |

| sn · n |

| sn · n |

| A1 |

| A1 |

| sn | n · t | B1 |

| sn | n · t | B1 |

| sn · n |

| sn · n |

| t |

| t |

| B1 |

| B1 |

| z&A1 |

| z&A1 |

| z |

| z |

| A1 |

| A1 |

| z · t | B1 |

| z · t | B1 |

| z |

| z |

| t |

| t |

| B1 |

| B1 |

| nTr |

| nTr |

| nTr |

| nTr |

| nTr |

| nTr |

| t |

| t |

Liczby są trzy: pojedyncza, podwójna i mnoga. Liczba pojedyncza nie wyróżnia się niczym szczególnym. W liczbie podwójnej opisywano rzeczy występujące tylko parami. Dla rodzaju męskiego słowo ma końcówkę:
| w | y |

| w | y |

| w | i | i |

| w | i | i |

a dla rodzaju żeńskiego:
| t | y |

| t | y |

Dodatkowo, w liczbie podwójnej na końcu słowa umieszczany jest podwójny determinatyw (określnik), np. dwie nogi, dwie kobiety itd.
Końcówką liczby mnogiej dla rodzaju męskiego jest:
| w |

| w |

a dla rodzaju żeńskiego:
| w | t |

| w | t |

| w |

| w |

bywa w zapisach często pomijane. Dodatkowo liczba mnoga posiada określnik umieszczany na końcu słowa:
| Z2 |

| Z2 |

| Z3 |

| Z3 |

| pr · Z1 |

| pr · Z1 |

| p · r | pr · Z1 |

| p · r | pr · Z1 |

| pr |

| pr |

| pr · pr |

| pr · pr |

| pr · Z4 |

| pr · Z4 |

| pr · Z1 | pr · pr |

| pr · Z1 | pr · pr |

| pr · Z1 | pr · Z1 | pr · Z1 |

| pr · Z1 | pr · Z1 | pr · Z1 |

| pr · Z2s |

| pr · Z2s |

| pr · aA |

| pr · aA |

| pr · r | t · ra |

| pr · r | t · ra |

| pr · r | i | i | D54 | A1 |

| pr · r | i | i | D54 | A1 |

| pr · r | D54 |

| pr · r | D54 |

| pr · r | D55 |

| pr · r | D55 |

| F20 | pr · pr | S12 |

| F20 | pr · pr | S12 |

| O2 |

| O2 |

| Q3 · D21 | M17 | D40 · Z2 |

| Q3 · D21 | M17 | D40 · Z2 |

| pr · Z1 | sw | t · n |

| pr · Z1 | sw | t · n |